# Rusinowo (powiat inowrocławski)
Rusinowo – wieś w Polsce, położona w województwie kujawsko-pomorskim, w powiecie inowrocławskim, w gminie Kruszwica.

## Podział administracyjny
W czasie, gdy Polska była pod zaborami, Rusinowo wcielone było w obszar administracyjny zaboru pruskiego. W latach 1975–1998 miejscowość należała administracyjnie do województwa bydgoskiego.

## Demografia
Według Narodowego Spisu Powszechnego (III 2011 r.) wieś liczyła 117 mieszkańców. Jest 36. co do wielkości miejscowością gminy Kruszwica.

## Oświata i OSP
Na terenie wsi znajduje się szkoła podstawowa (8 klas) oraz jednostka Ochotniczej Straży Pożarnej (OSP) w Rusinowie.

## Położenie
Jest to wieś typowo rolnicza (19 indywidualnych gospodarstw rolnych). Wieś położona jest nad jeziorem Gopło.

## Dawne cmentarze
Na terenie wsi znajduje się przedwojenny cmentarz. 